# Bonner SC
El Bonner SC es un equipo de fútbol de Alemania que juega en la Regionalliga West, una de las ligas que conforman la cuarta división de fútbol en el país.

## Historia
Fue fundado en el año 1965 en la capital Bonn luego de la fusión de los equipos Bonner FV (fundado en 1901) y el Tura Bonn (fundado en 1925).
Desde su inicio, el club estuvo vagando entre la tercera y cuarta categoría del fútbol alemán excepto en las temporadas de 1966/67 y 1976/77 donde jugó en la segunda categoría.
Mientras estaba en la Regionalliga Nord en la temporada 2009/10, el club se declaró con insolvencia económica y fue forzado a descender de categoría y con una deuda de 7 millones de euros, el club no garnatizaba su permanencia en la quinta división y para la temporada 2011/12 el club jugaría en la sétima división.
Para la temporada 2016/17 el club jugará en la Regionalliga West luego de obtener el ascenso.

## Palmarés
- NRW-Liga: 1

2008–09
- Mittelrheinliga: 9

1958–59, 1961–62, 1967–68, 1971–72, 1975–76, 1984–85, 2000–01, 2015–16, 2024-25
- Landesliga Mittelrhein: 4

1951–52, 1956–57, 1958–59, 2012–13